# Маркетинг взаємовідносин
Мáркетинг взаємовіднóсин (англ. relationship marketing, RM) — це процес побудови, підтримки та розширення міцних довгострокових, взаємовигідних відносин з ключовими партнерами організації: клієнтами, постачальниками, дистриб'юторами, персоналом та ін. Орієнтований на довгострокове співробітництво. Кінцевим результатом маркетингу партнерських взаємовідносин є побудова унікальних нематеріальних активів компанії — маркетингової ділової мережі. Маркетинг взаємовідносин іноді називають управлінням взаємовідносинами з клієнтами, маркетингом взаємин з покупцями, маркетингом партнерських відносин або маркетингом відносин.
Метою маркетингу взаємовідносин є створення ефективної маркетингової системи взаємодії, тобто переведення комунікацій зі споживачем на рівень особистісних взаємин.

## Історія виникнення поняття
Початок формування «партнерського» або мережевого підходу в маркетингу було покладено міжнародною групою вчених з Європи (IMP Industrial Marketing and Purchasing), що включають вчених Франції, Німеччини, Італії, Швеції, Великої Британії. Ця група виникла в кінці 70-х — початку 80-х років в результаті здійснення дослідницької програми, заснованої на гіпотезі, що теорія маркетингу неповна та непридатна для розуміння важливих аспектів промислового маркетингу на практиці. Основу досліджень в області промислових мереж заклали роботи Хаггі і Йохансона (1982), Хаммарквіста (1982), Маттсон (1985), Форда (1986), Турнбулл і Валла (198б), Тореллі (1986), Хокансон (1982, 1987, 1989).
Витоки маркетингу взаємовідносин лежать в сфері промислового маркетингу, де він розглядався як альтернативний підхід до маркетингу, оскільки специфіка взаємовідносин організації вимагала появи іншої парадигми, відмінної від домінуючої на споживчому ринку. У 1983 році концепція маркетингу взаємовідносин вперше згадується доктором, екс-президентом Американської Асоціації Маркетингу Леонардом Беррі в контексті маркетингу послуг для опису нового підходу до маркетингу, орієнтованого на більш тривалу взаємодію зі споживачами.. З'явившись в Сполучених Штатах Америки, поняття «маркетинг взаємин» отримало подальший розвиток у роботах американських вчених того часу.

## Інші трактування поняття
1. Філіп Котлер: маркетинг взаємовідносин — практика побудови довгострокових взаємовигідних відносин з ключовими партнерами, взаємодіючими на ринку: споживачами, постачальниками, дистриб'юторами в цілях встановлення тривалих привілейованих відносин. Кінцевий результат, до якого прагне маркетинг відносин — формування унікального активу компанії, який називається маркетинговою системою взаємодії. Маркетингова система взаємодії включає компанію та інші зацікавлені в її роботі групи: споживачів, найманих працівників, постачальників, дистриб'юторів, роздрібних торговців, рекламні агентства, університетських науковців та всіх, з ким компанія встановила взаємовигідні ділові відносини. Таким чином, конкурують вже не стільки компанії-виробники, скільки системи взаємодії в цілому[2].
2. Д. Шані і С. Чаласані визначають маркетинг взаємовідносин — інтегровані зусилля з побудови, підтримки та розвитку відносин з індивідуальними споживачами для взаємної користі за допомогою взаємодії, індивідуалізації протягом тривалого часу[3].
3. Р. Маккена пропонує дещо інший погляд на маркетинг взаємовідносин — підвищення ролі споживача і перехід від маніпуляцій споживачем до формування справжньої споживчої зацікавленості (комунікації і обмін знаннями)[4].
4. Я. Гордон: маркетинг партнерських відносин — це безперервний процес визначення і створення нових цінностей разом з індивідуальними покупцями, а потім спільного отримання і розподілу на вигоди від цієї діяльності між учасниками взаємодії[5].
5. Г. Л. Багієв, В. М. Тарасевич та Х. Анн: маркетинг відносин — це концепція, орієнтована на довгострокові взаємовідносини з клієнтом і на задоволення цілей, які беруть участь у комунікаціях (угодах) сторін[6].
6. О. А. Третяк: маркетинг відносин — це цілеспрямоване створення і підтримка довгострокових зв'язків, що задовольняють усі зацікавлені групи (споживачів, постачальників та інших суб'єктів ринкової взаємодії), в цілях сталого ведення бізнесу, створення колективної конкурентної переваги[7].

## Види маркетингу взаємовідносин
- Глобальний маркетинг взаємовідносин (RM-Global, RM-G) — це створення довгострокових, надійних та взаємовигідних для всіх сторін взаємовідносин з ключовими ринковими партнерами компанії (споживачі, постачальники, дилери, дистриб'ютори, інвестори, акціонери, банки та ін.).
- Маркетинг взаємовідносин з клієнтами (RM-Concumer, RM-C) — це створення довгострокових, надійних, взаємовигідних та цінних взаємовідносин з клієнтами компанії. Основні цілі: досягнення максимального задоволення споживачів на основі щирого бажання догодити клієнту з метою подальшої взаємовигідної співпраці; створення справжньої цінності для клієнта, запропонованої йому в комфортних для нього умовах; збереження постійних лояльних клієнтів.

Двосторонній маркетинг — маркетинг організації сфери послуг, який передбачає, що якість послуги багато в чому залежить від якості взаємодії покупця з продавцем.
- Маркетинг взаємовідносин з робітниками (RM-Employee, RM-E) — це створення довгострокових, надійних, взаємовигідних та цінних взаємовідносин з усіма робітниками фірми. Основні цілі: забезпечення компанії цінними кадрами та встановлення з ними цінних для обох сторін взаємовідносин; задоволення соціальних, психологічних, моральних, етичних та інших потреб робітників; закріплення іміджу компанії в очах всіх співробітників та представників зовнішнього оточення (конкурентів, ділових партнерів, споживачів)[8].

## Основні принципи маркетингу взаємовідносин
1. Створення реальної переваги власної пропозиції. Необхідною умовою для забезпечення реальної переваги над конкурентами є наявність досконалого товару або послуги, але цього замало. Головною перевагою може стати сам процес «пропозиції», який досягається за рахунок постійної роботи компанії над вивченням своїх клієнтів та ефективного реагування на зміни їхніх потреб.
2. Орієнтація на ключових клієнтів та створення індивідуального підходу до кожного клієнта. Фактично фірмою має бути вироблений індивідуальний підхід до кожного клієнта. Однак якщо компанія прагне задовольнити всіх споживачів, то вона ризикує не сподобатися нікому. Різні клієнти володіють різною цінністю для компанії. Згідно з принципом Парето: «20% покупців приносить 80 % доходу або 10 % клієнтів приносять 90 % прибутку». Таким чином, важливим є сегментація та орієнтація діяльності компанії на задоволення потреб «головних» клієнтів і на розширення відносин з ними. При цьому організація може і повинна працювати з усіма клієнтами, проте режим «особливих відносин» повинен створюватися лише для ключових клієнтів.
3. Завоювання лояльності клієнтів. Компанії необхідно ставитися до клієнтів як до постійних активів і робити все можливе, щоб зберегти і підвищити цінність клієнтів для фірми за період їхньої взаємодії. Чим довше клієнт залишається з фірмою, тим більшу віддачу приносять відносини обом сторонам: виникають взаємні поступки, рекомендації третім особам, участь у спільних проектах.[9].

Повна цінність споживача — величина, на яку прибутки від конкретного споживача протягом усього часу, поки він залишався клієнтом компанії, перевищать витрати на залучення, продаж і обслуговування цього споживача.

## Рівні взаємовідносин зі споживачами
- Базисний: «продав та забув», тобто торгові агенти компанії продають товари, але не цікавляться їхньою подальшою долею. На практиці приміняється рідко, оскільки є невдалою, заздалегідь програшною стратегією поведінки підприємства на ринку.
- Реагуючий: «продав та готовий допомогти», продавці продають товари і пропонують споживачам дзвонити і ставити будь-які питання, які виникають в процесі експлуатації виробу. На практиці найбільш розповсюдженіший спосіб роботи компанії з клієнтом.
- Відповідальний: «продав та позвонив аби дізнатися про враження», продавці незабаром після продажу дзвонять споживачам і запитують про їхні враження, побажання, скарги.
- Активний: «продав та постійно дзвонить, щоб запропонувати щось нове», службовці компанії дзвонять час від часу споживачам з пропозиціями про вдосконалення наявних у них товарів або про покупку нових.
- Партнерський (або зустрічається в різних джерелах «маркетинг відносин», «маркетинг лояльності», «індивідуальний маркетинг»): компанія постійно працює зі споживачами та з іншими партнерами в пошуках способів пропозиції більш високої цінності.